# ایتن آلن

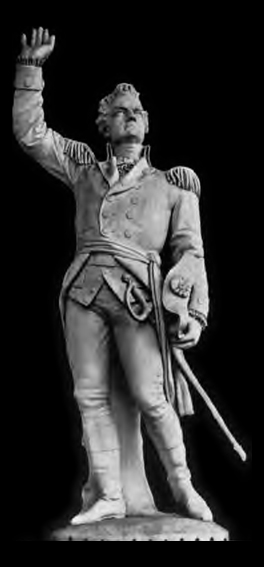
تندیسی از ایتن آلن مربوط به پیش از سال ۱۹۱۲ میلادی

ایتن آلن(به انگلیسی: Ethan Allen)(زادهٔ ۲۱ ژانویه ۱۷۳۸- مرگ ۱۲ فوریه ۱۷۸۹) نویسنده، کشاورز، بازرگان، دلال زمین، فیلسوف، سیاستمدار و قهرمان میهن‌پرست جنگ استقلال آمریکا بود.
او پیش از آغاز جنگ استقلال با استان نیویورک -که آن زمان هنوز مستعمره انگلستان بود- و نیز نیوهمشایر به صورت پارتیزانی در ستیز بود و پس از آغاز جنگ مهم‌ترین نقش را در سال ۱۷۷۵ در چیرگی بر فورت تایکاندروگا بازی‌کرد. نقش او در جنگ استقلال زمانی پایان یافت که او در حمله به کانادا همراهی جست ولی به دست انگلیسی‌ها اسیر شد و تا پایان جنگ در زندان بود. او سپس نقشی عمده‌ای در شکل‌گیری جمهوری ورمانت و ایالت ورمانت آینده داشت.
او دو بار همسرگزینی کرده بود روی هم هشت فرزند داشت.
در آمریکا به افتخار او دو کشتی نیروی دریایی این کشور را نام‌نهاده‌اند. همچنین یک یگان سواره‌نظام به نام فورت ایتن آلن به نام او خوانده می‌شد.